# پارک ایالتی رودخانه کویور

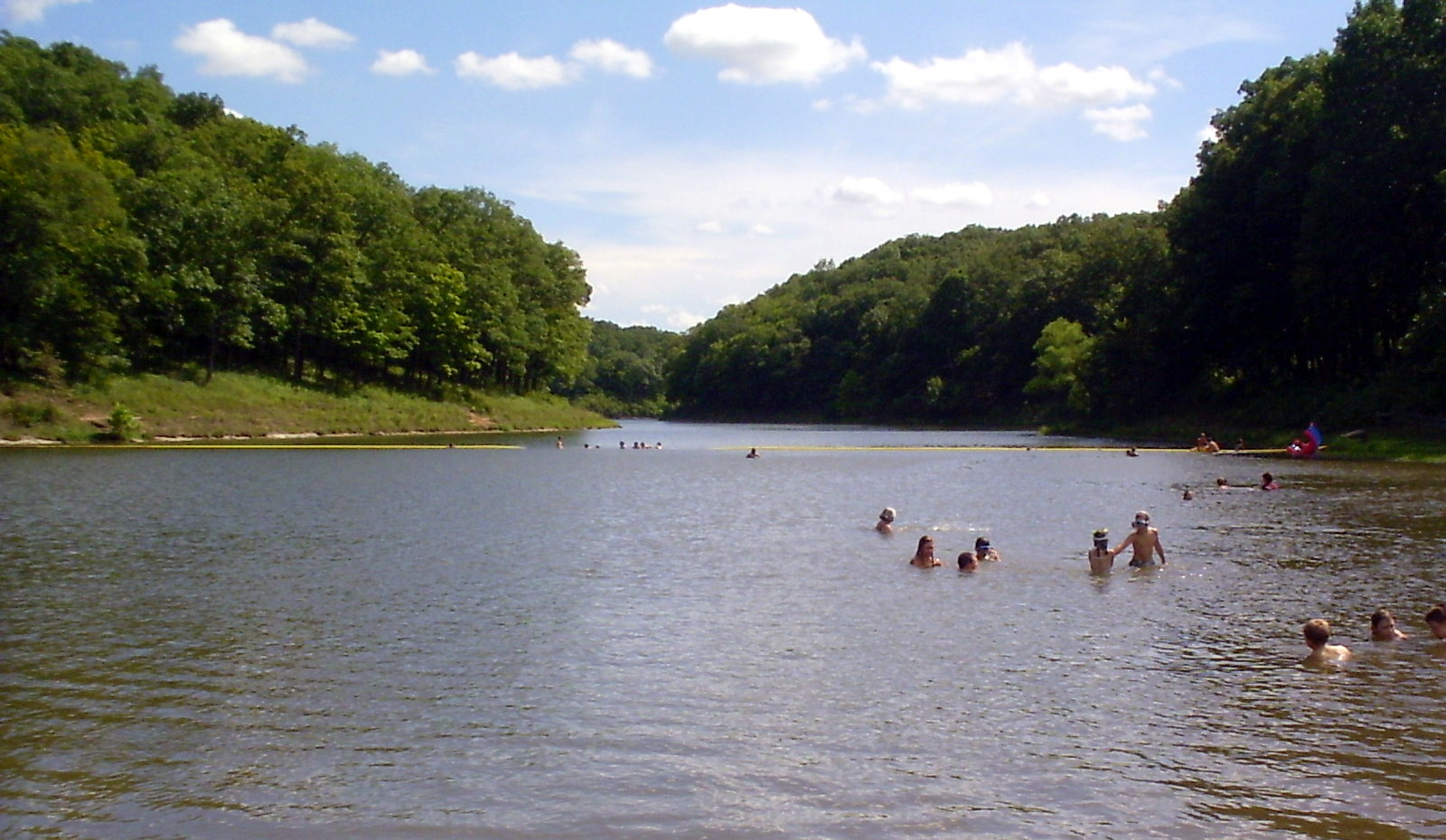

پارک ایالتی رودخانه کویور (به انگلیسی: Cuivre River State Park) پارکی طبیعی واقع در ایالت میزوری است.
این پارک که ۲۷ کیلومتر مربع وسعت دارد، در سال ۱۹۴۶ تأسیس گشت.